# Kexbrough
Kexbrough är en ort i distriktet Barnsley, i grevskapet South Yorkshire, i England. Kexborough var en civil parish från 1866 till 1938 då den blev en del av Darton. Civil parish hade 1 673 invånare år 1931. Byar nämndes i Domedagsboken (Domesday Book) år 1086, och kallades då Cezeburg/Chizeburg.